# Medovo
Medovo (bulgariska: Медово) är ett distrikt i Bulgarien.   Det ligger i kommunen Obsjtina Pomorie och regionen Burgas, i den östra delen av landet, 300 km öster om huvudstaden Sofia.
Trakten runt Medovo består till största delen av jordbruksmark. Runt Medovo är det ganska tätbefolkat, med 60 invånare per kvadratkilometer.